# Mihail Choniates
Mihail Choniates sau Acominatos (în greacă Μιχαήλ Χωνιάτης, transliterat: Mihail Honiatis; n. cca. 1140 – d. 1220) a fost scriitor și cleric bizantin.

## Biografie
Născut la Chonae (anticul Colossae, astăzi Honaz, în Turcia), a studiat la Constantinopol, unde a fost elevul lui Eustathius de Salonic. În jurul anului 1175 a fost ales arhiepiscop de Atena. În 1204, în contextul degringoladei care a cuprins lumea greacă în urma Cruciadei a patra, a condus apărarea Acropolei ateniene în fața atacului lui Leon Sgouros, menținând-o până la 1205, când a predat-o cruciaților odată cu orașul.  În continuare, s-a retras în insula Ceos. În jurul lui 1217, a revenit lângă Termopile, la mănăstirea Vodonitsa, unde și-a petrecut ultimii ani de viață.
Deși Mihail Choniates este cunoscut savanților care studiază lumea clasică prin aceea că ar fi fost ultimul posesor al versiunilor complete ale operelor lui Callimachus, el a fost în primul rând un scriitor prolific și cu preocupări diverse, compunând omilii, discursuri, monodii și poezii, care, alături de corespondența sa, aduc în lumină condiția nefericită în care se afla Atena și întreaga regiune Atica la acea vreme.
De asemenea, anterior tuturor acestora, o atenție specială merită memoriul pe care îl adresase împăratului Alexios al III-lea Angelos asupra abuzurilor din administrația bizantină.